# Umberto Cassuto
Umberto Cassuto, né le 16 septembre 1883 à Florence, mort le 18 décembre 1951 à Jérusalem, est un rabbin et un érudit italien.

## Biographie
Né à Florence au sein d'une famille juive traditionaliste, enracinée dans la communauté juive de Florence depuis des générations, Umberto Cassuto est le fils de Gustavo Cassuto, éditeur, et d'Ernesta Galletti. Il étudie à l'université de Florence jusqu'en 1906, et au Collège rabbinique, où il est ordonné rabbin en 1908. Il sert comme assistant rabbin de la communauté juive jusqu'en 1922.
À la mort de Samuel Hirsch Margulies, en 1922, Cassuto lui succède à la fois dans le rabbinat et comme directeur du séminaire rabbinique, puis en 1925, il devient professeur de langue et littérature hébraïque à l'université de Florence, jusqu'en 1933. Il se consacre d'abord à l'étude de l'histoire des Juifs en Italie. Son livre Gli Ebrei nell'età del Rinascimento a Firenze (« Les Juifs à Florence pendant le Rinascimento »), est publié en 1918-1920.
À partir de 1933, il se concentre  sur l'étude de la Bible. Devenu l'un des premiers spécialistes de Ougarit, il souligne les nombreuses connexions entre les légendes cananéennes et la littérature biblique. S'agissant de la Genèse, il combat l'hypothèse documentaire de Julius Wellhausen, selon laquelle la Genèse serait issue de trois sources originellement distinctes (Yahviste, Elohiste et Sacerdortale).
Nommé à l'université de Rome « La Sapienza », il répertorie les manuscrits hébreux de la Bibliothèque apostolique vaticane. Son catalogue des manuscrits hébreux 1-115 de la Bibliothèque vaticane ne parut qu'en 1956, quelques années après sa mort.
Umberto Cassuto, comme les autres professeurs juifs, est expulsé de l'université de Rome à la suite des lois raciales de 1938. Sioniste de longue date, il accepte en 1939 une invitation pour occuper la chaire d'études bibliques à l'université hébraïque de Jérusalem, où il enseigne jusqu'à sa mort en 1951. Il publie alors ses œuvres en hébreu, qu'il signe Moshe David Cassuto, d'après le nom de son grand père.
Ses dernières années sont assombries par la perte tragique de plusieurs membres de sa famille. Son fils Nathan Cassuto (it), médecin réputé, qui dirige la communauté juive de Florence pendant la Shoah est arrêté par les Allemands en 1943, ainsi que sa belle-fille Anna, épouse de Nathan, et son gendre Shaul, mari de sa fille Hulda. Tous trois sont déportés à Auschwitz. Nathan est assassiné à Gross-Rosen, Shaul à Monowitz-Buna. Anna, transférée à Theresienstadt, en réchappe, émigre en Palestine, mais tombe dans l'embuscade du Mont Scopus du 13 avril 1948.

## Œuvres en italien
- Gli ebrei a Firenze nell'età del Rinascimento, Florence, Tip. Galletti e Cocci, 1918.
- Dante e Manoello, Florence, Soc. Tip. Ed. Israel, 1922.
- La questione della Genesi, Florence, F. Le Monnier, 1934.
- Storia della letteratura ebraica postbiblica, Florence, Casa editrice Israel, 1938.

### Traductions posthumes (de l'hébreu en anglais)
- The documentary hypothesis and the composition of the Pentateuch: eight lectures by U. Cassuto, Jérusalem, Magnes Press, Hebrew University, 1961. New York, Shalem Press, 2006.
- A Commentary on the book of Genesis, Jérusalem, Magnes Press, Hebrew University, 1961-1964.
- A Commentary on the book of Exodus, Jérusalem, Magnes Press, Hebrew University, 1967.
- The Goddess Anath: Canaanite Epics on the Patriarchal Age, Jérusalem, Magnes Press, Hebrew University, 1971.
- Biblical and Oriental Studies, Jérusalem, Magnes Press, Hebrew University, 1973-1975.